# Lilleputthammer
Lilleputthammer est un parc de miniatures et d'attractions situé dans la kommune de Øyer, à 20 km au nord de Lillehammer, à proximité de la route européenne 6. Le parc miniature construit en 1982 consiste en une copie de la rue principale de Lillehammer dans les années 1900. Elle a été construite à l'échelle 1:4. Au fil des années, le parc s'est doté de plusieurs attractions mécaniques comme un carrousel, une grande roue et un parcours de montagnes russes junior.

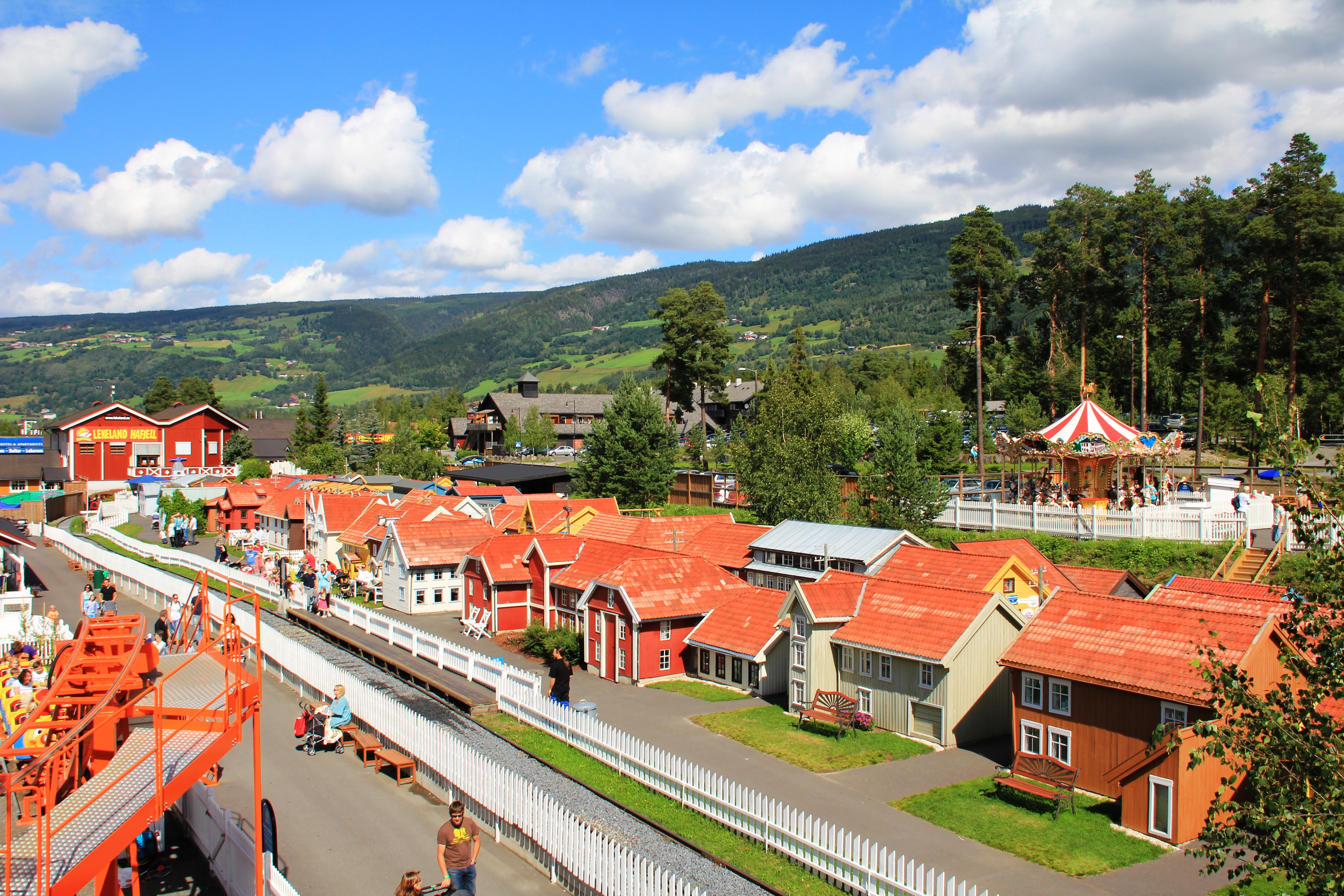
Vue globale du parc
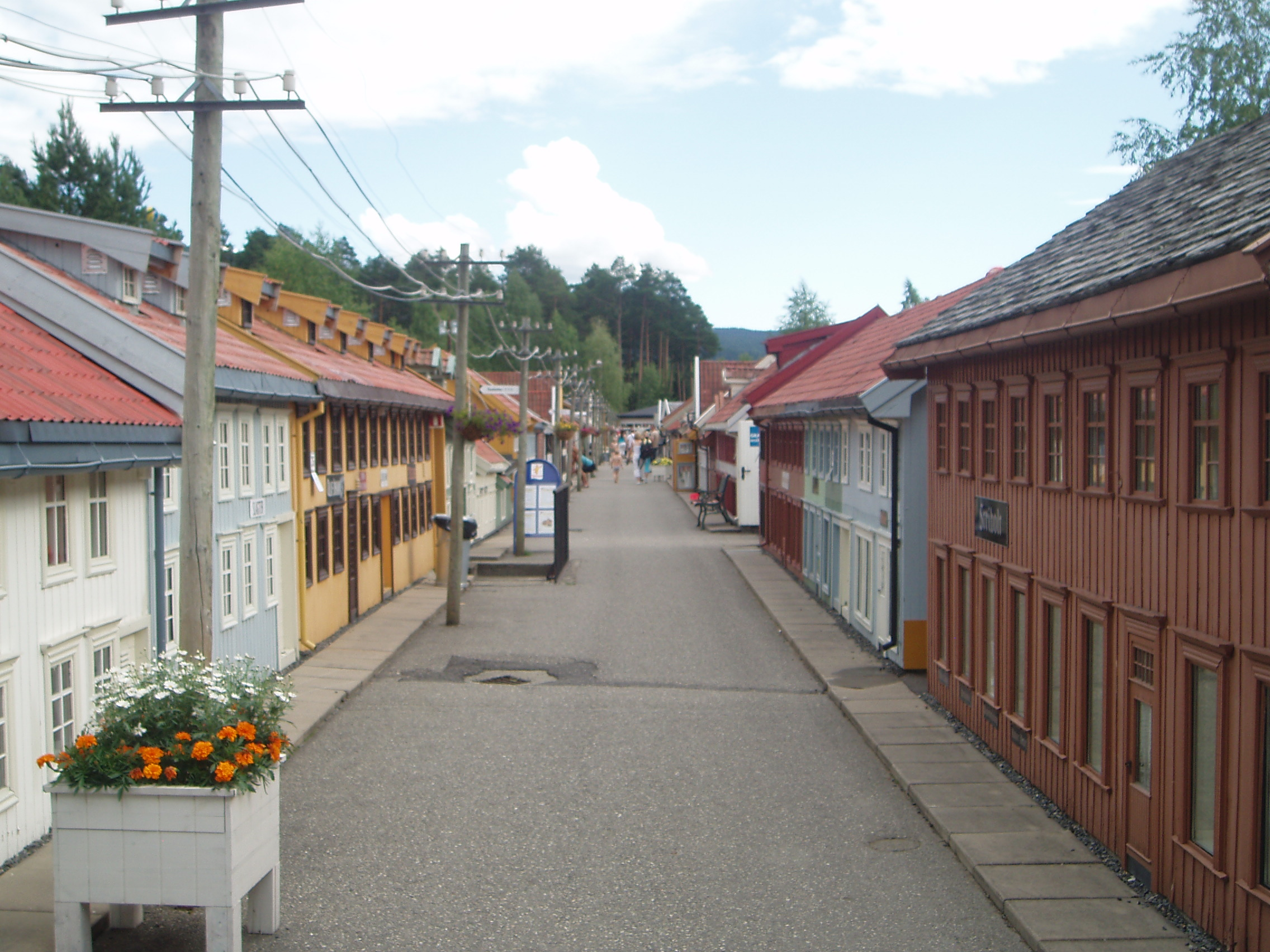
Rue principale avec des miniatures de maisons échelle 1:4

## Attractions
| Nom de l'attraction   | Type                    | Constructeur   | Année d'ouverture |
| --------------------- | ----------------------- | -------------- | ----------------- |
| Berg- og dalbane      | Montagnes russes junior | Zamperla       | 2007              |
| Bumpe Båter           | Bateaux tamponneurs     |                |                   |
| El-Biler              | Karting junior          |                |                   |
| Froskehopp            | Tour de chute junior    | SBF Visa Group |                   |
| Klatretårn            | Aire de jeux            |                |                   |
| Lilleputthammer Toget | Train Panoramique       |                |                   |
| Nostalgikarussel      | Carrousel               |                | 2008              |
| Oldefarsbiler         | Parcours en tacots      | SBF Visa Group | 2008              |
| Pariserhjul           | Grande roue             | SBF Visa Group | 2008              |